# Арал (Алайский район)
Арал (кирг. Арал) — село в Алайском районе Ошской области Кыргызстана. Входит в состав Корульского айылного аймака.

## География
Село расположено в южной части области, на правом берегу реки Джунусалы (правый приток реки Куршаб), на расстоянии приблизительно 8 километров (по прямой) к северо-востоку от села Гульча, административного центра района.

## Население
Согласно оценочным данным Национального статистического комитета Кыргызской Республики, численность населения села на начало 2023 года составляла 775 человек.
| год     | 2020 | 2021 | 2023 |
| ------- | ---- | ---- | ---- |
| человек | 833  | 848  | 775  |